# Ravinia (Dakota del Sur)
Ravinia es un pueblo ubicado en el condado de Charles Mix en el estado estadounidense de Dakota del Sur. En el Censo de 2010 tenía una población de 61 habitantes y una densidad poblacional de 94,97 personas por km².

## Geografía
Ravinia se encuentra ubicado en las coordenadas 43°8′11″N 98°25′37″O / 43.13639, -98.42694. Según la Oficina del Censo de los Estados Unidos, Ravinia tiene una superficie total de 0.64 km², de la cual 0.64 km² corresponden a tierra firme y (0%) 0 km² es agua.

## Demografía
Según el censo de 2010, había 61 personas residiendo en Ravinia. La densidad de población era de 94,97 hab./km². De los 61 habitantes, Ravinia estaba compuesto por el 24.59% blancos, el 3.28% eran afroamericanos, el 65.57% eran amerindios, el 0% eran asiáticos, el 0% eran isleños del Pacífico, el 1.64% eran de otras razas y el 4.92% pertenecían a dos o más razas. Del total de la población el 6.56% eran hispanos o latinos de cualquier raza.